# Allen Crabbe
Allen Lester Crabbe III (* 9. April 1992 in Los Angeles, Kalifornien) ist ein US-amerikanischer Basketballspieler.

## Karriere
Crabbe spielte zunächst drei Jahre College-Basketball an der University of California, Berkeley, wo er im Schnitt 15,7 Punkte und 5,7 Rebounds erzielte, ehe er sich zum NBA-Draft 2013 anmeldete. Im Draft wurde er zunächst an 31. Stelle von den Cleveland Cavaliers ausgewählt und kurz darauf zu den Portland Trail Blazers transferiert. Die ersten beiden Jahren in Portland kam Crabbe nur zu unregelmäßigen Einsätzen und wurde öfters in die Entwicklungsliga D-League zu den Idaho Stampede abgestellt. In seinem dritten Jahr gelang ihm der Durchbruch zum Rotationsspieler und er erzielte in der Saison 2015/16 durchschnittlich 10,3 Punkte uns traf dabei 39 % seiner Dreipunktwürfe.
Daraufhin erhielt er im Sommer ein Angebot von den Brooklyn Nets in Höhe von 75 Millionen US-Dollar für vier Jahre. Portland besaß das Recht mit dem Angebot gleichzuziehen und Crabbe zu halten, was sie auch taten. In der Saison 2016/17 konnte Crabbe seine Leistung aus dem Vorjahr halten. Crabbe schaffte es aber nicht, wie von den Trail Blazers erhofft, sein Spiel auf die nächste Stufe zu verbessern. Deswegen transferierte das Franchise aus Portland Crabbe für Andrew Nicholson zu den Brooklyn Nets, um sich sein hohes Gehalt einzusparen.